# Sajósy Alajos
Sajósy Alajos (Gyöngyös, 1836. szeptember 11. – Eger, 1901. május 24.) magyar festő.

## Életpályája
Budapesten és Gyöngyösön végezte gimnáziumi tanulmányait. Marastoni Jakab pesti festőiskolájában tanult, majd 1857 és 1859 között Münchenben, 1860-tól 1861-ig Bécsben, később pedig Brüsszelben és Velencében folytatta tanulmányait. Hazatérte után Egerben élt. Portrékat, romantikus zsánereket, s közel 100 oltárképet festett. 1865-ben festette az egri szeminárium felkérésére a Szeplőtelen Szűzanyát ábrázoló festményét. 1868-tól 1895-ig az egri ciszterci gimnázium rajztanára volt.

## Festményei

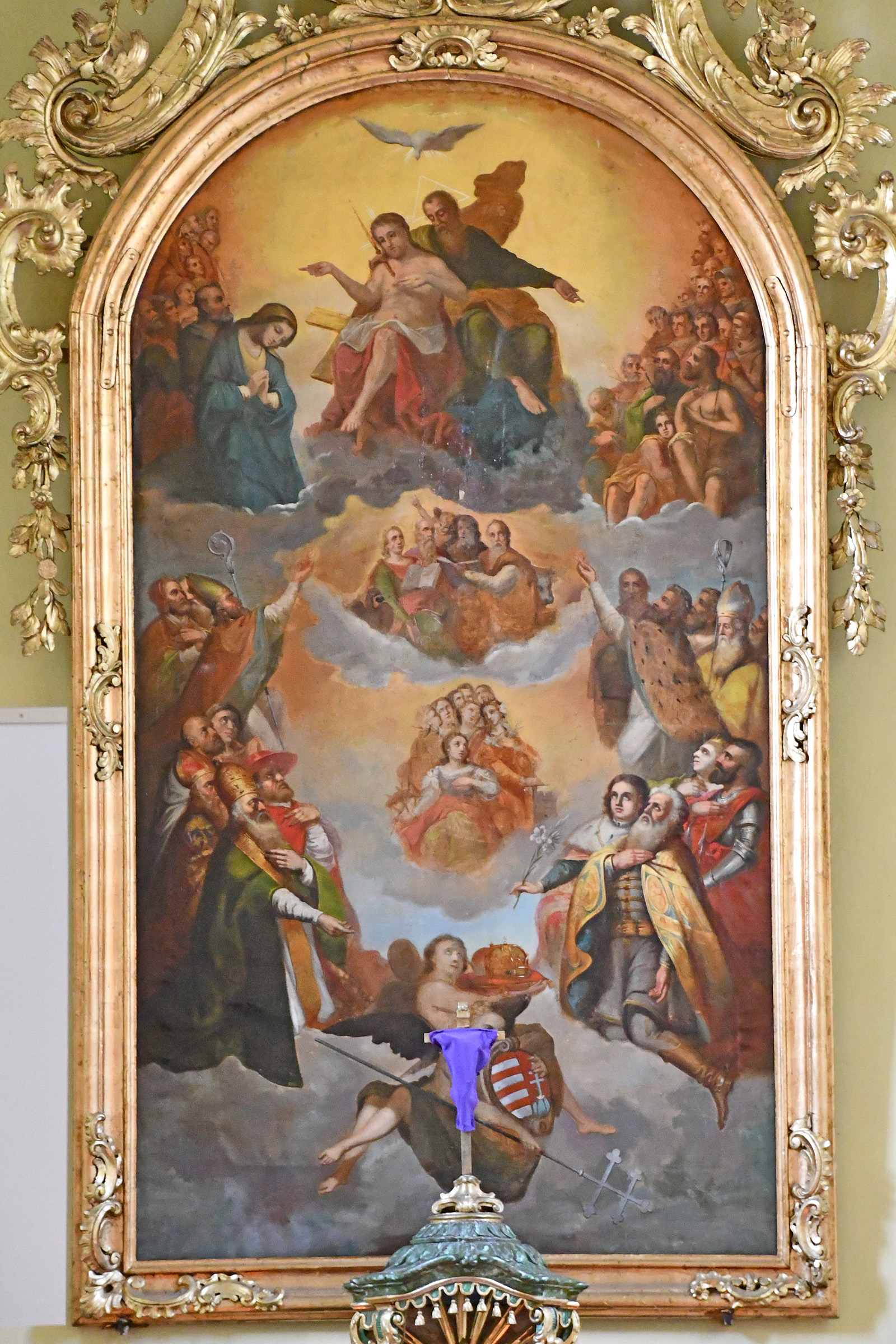
Mindenszentek hódolása a Szentháromságnak, 1859 (Ecséd)

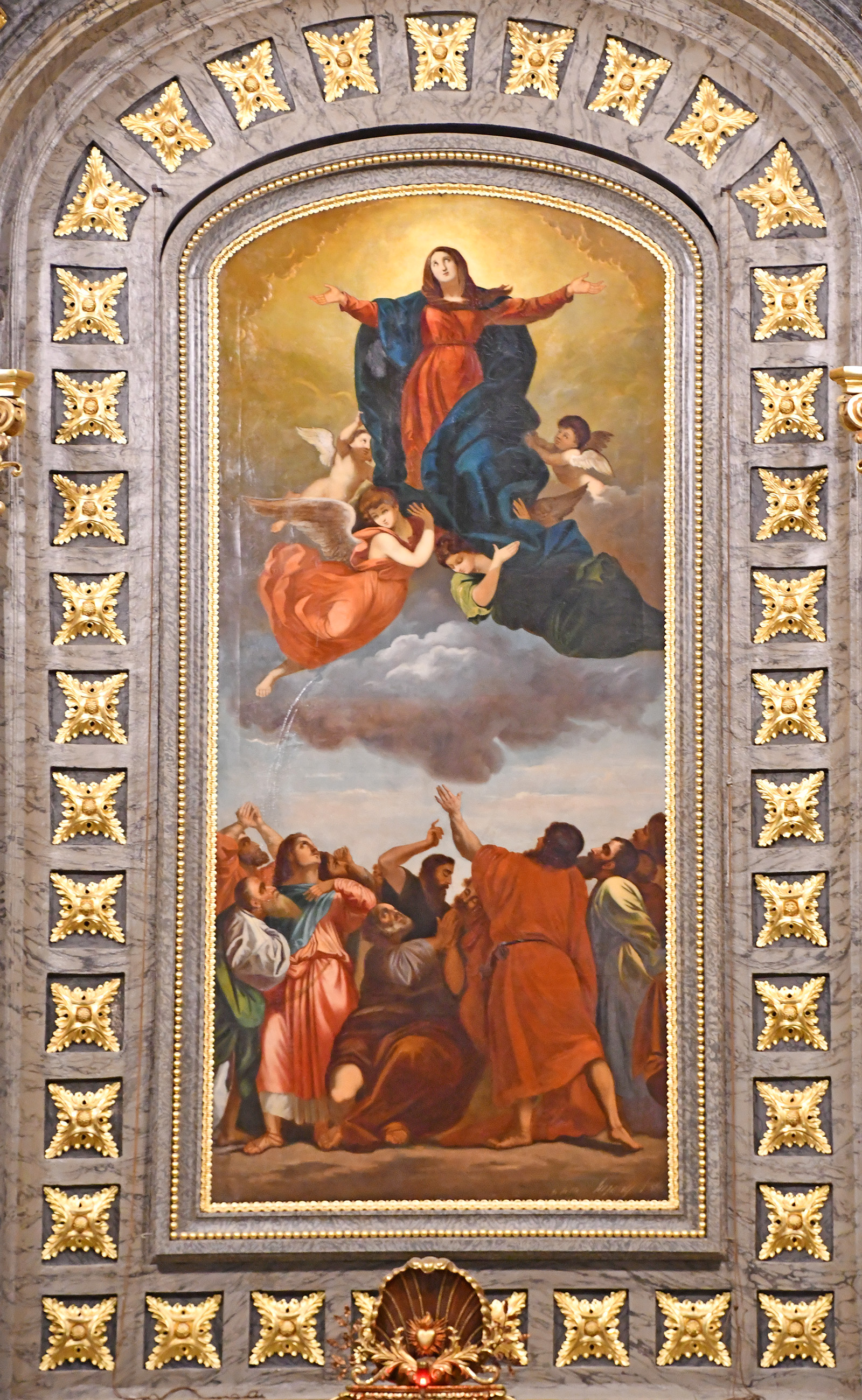
Szűz Mária mennybemenetele, 1867 (Miskolc, minorita templom)

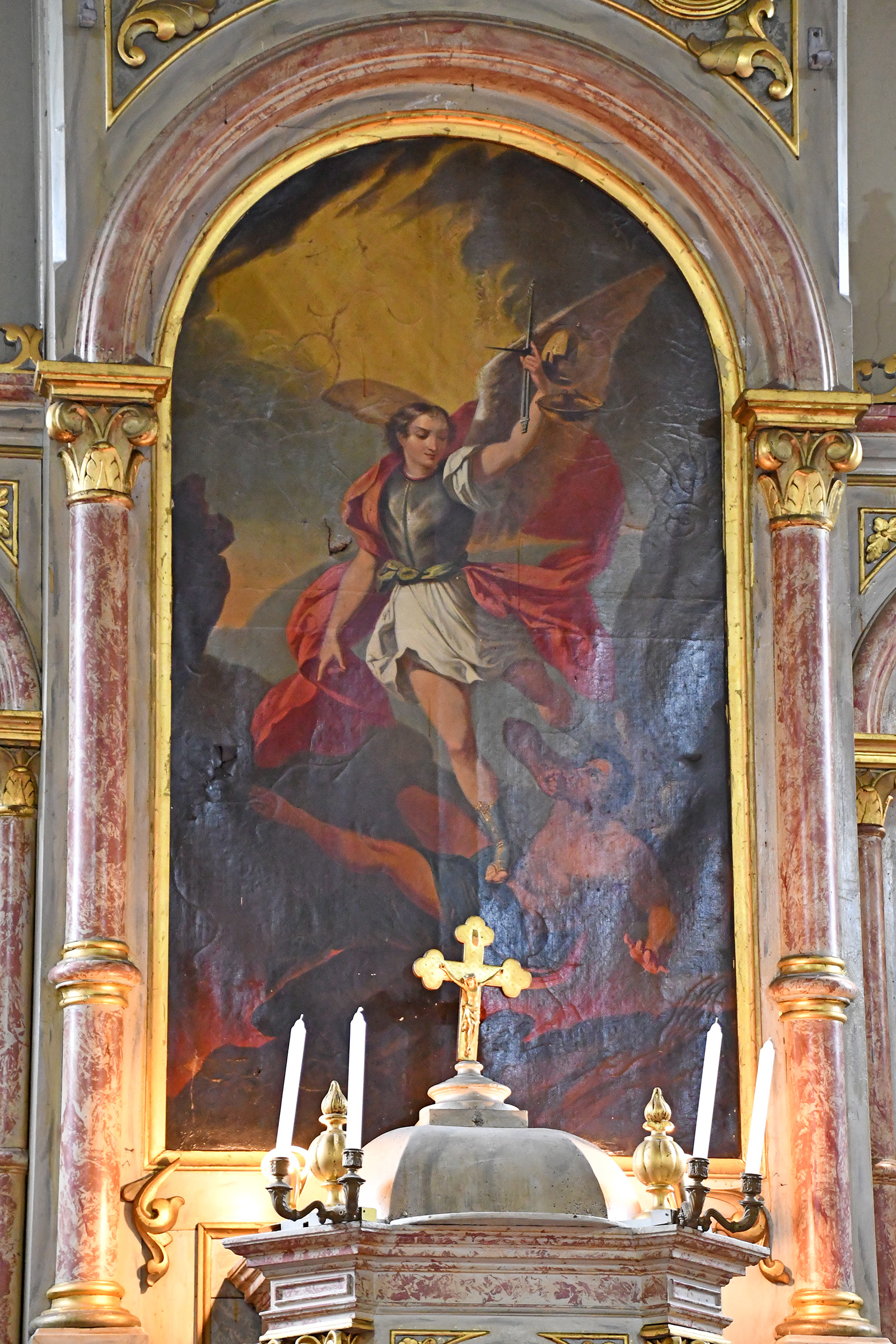
Szent Mihály diadala a Gonosz fölött, 1879 (Arló)

- Deák Ferenc életnagyságú portréja
- Samass József egri érsek arcképe
- Kossuth Lajos arcképe
- Csiky Sándor
- Az öreg kondás (életkép)

### Oltárképei
- Magyar szentek (Jászalsószentgyörgy)
- A keresztról levett Krisztus Mária karján (Jászalsószentgyörgy)
- Mindenszentek (1859 - Ecséd)
- Őrangyal (1860 - Atkár)
- Fájdalmas Szűz Mária (Szihalom)
- Szent Anna (1862 - Besenyőtelek)
- Őrangyal (1866 - Aldebrő)
- Őrangyal (Tófalu)
- Mária mennybemenetele (Miskolci minorita templom)
- Mária mennybemenetele (Kömlő)
- Szent Anna (Jászapáti)
- Szent Péter és Pál (1867 - Sajónémeti)
- Árpád-házi Szent Erzsébet (Tiszapüspöki)
- Szent Anna (Nagycsécs)
- Mária szentolvasóval (Nyíregyháza)
- Szentlélek eljövetele (Alsóábrány)
- Immaculata (Sirok)
- Szent Anna (Erdőtelek)
- Szent Anna (Hanyipuszta)
- Kármelhegyi Boldogasszony (1871 - Egerszalók)
- Szent József (Gávavencsellő)
- Szent Mihály (1878–79 - Arló)
- Szentháromság (1881 - Tófalu)
- Szent Márton (1886 - Balaton)
- Szűz Mária születése (1886 - Bekölce)
- Szűz Mária (1889 - Sajóvámos)
- Szent István vértanú (1891 - Zirc)
- Szent Kereszt felmagasztalása (Ózd)
- Szent József a gyermek Jézussal (Vencsellő)